# TY Bello
Toyin Sokefun-Bello, née le 14 janvier 1978, plus connue sous le nom de TY Bello, est une chanteuse, compositrice, photographe nigériane. Elle est également engagée dans des actions humanitaires en faveur d’orphelinats. Avant de poursuivre une carrière solo, elle était membre d’un groupe gospel, Kush, disparu depuis. TY Bello est également membre du collectif de photographes nigérians Depth of Field.

## Biographie
Bello naît en janvier 1978 dans l'État d'Ogun, un État au sud-ouest du Nigeria, proche du Bénin. Son père est un producteur télé. Elle obtient un diplôme en économie à l'Université de Lagos. 
Elle pratique ensuite brièvement le journalisme avant de se lancer dans la photographie. Elle émerge dans le paysage musical nigérian en tant que membre du défunt groupe de gospel Kush, acronyme de Kinetically Ushering Salvation into Hearts and Homes. Les autres membres du groupe sont Lara George, Dapo Torimiro et Emem Ema. Kush gagne en popularité au début des années 2000 avec le single  Let's Live Together, diffusé en 2006. Ce groupe sort un album avant de se dissoudre. 
Comme photographe, TY Bello est notamment la photographe attitrée de l'ancien président de la République du Nigéria, Goodluck Jonathan, et  travaille également pour un magazine de mode, This Day.  Dans son parcours artistique, elle s’intéresse concomitamment  à ces deux modes d’expression, la photographie et la musique.
En 2008, elle se lance dans une carrière musicale en solo et sort son premier album Greenland. C’est un succès, notamment le titre éponyme de l’album, qui fait vibrer les ondes, les autoradios et les téléphones portables dans tout le pays. Une autre chanson de l'album, Ekundayo, raconte sa rencontre avec Mme Ekundayo, qui dirige l'Ekundayo Children's Home, un orphelinat à Isanlu, dans l'État de Kogi.
Après une pose de plusieurs années dans le domaine musical, elle revient en 2011 avec un album, Future, et un single éponyme, assorti d’une vidéo. Elle précise l’histoire de ce titre sur le web. Le point de départ est l’écriture d’une chanson pour le jubilé du Nigeria. Mais les premiers attentats du mouvement djhadiste Boko Haram l’amène à modifier son message :  « Je me rends compte que la crise que traverse la nation va au-delà de la politique. Nous devons tous personnaliser le Projet Nigeria et prendre position pour le Nigeria Maintenant. Et donc, les premières lignes de la chanson parlent de l'importance de notre génération à ce moment de notre histoire », précise-t-elle,.
En octobre 2014, elle publie son troisième album studio, The Morning Songbook, en téléchargement numérique gratuit sur SoundCloud. Après une nouvelle pause de quelques années, elle reprend la publication d'albums de musique dans les années 2020.
En janvier 2016, l’un des travaux photographiques de TY Bello joue un rôle déterminant dans l’émergence d’un nouveau mannequin nigérian, Olajumoke Orisaguna. Cette jeune femme  était une modeste vendeuse ambulante de pain. Lors d’une séance photo de TY Bello, réalisée dans les rues animées de Lagos pour le rappeur britannique d’origine nigériane Tinie Tempah, elle figure, par hasard, sur des photos à quelques pas de ce rappeur, avec une allure remarquable, un port de reine et une corbeille à pain de taille impressionnante sur la tête. Quelques jours plus tard, à la mise en ligne des photos, les internautes découvrent le rappeur élégant aux côtés de cette illustre inconnue. Les questions fusent sur la vendeuse ambulante : « Who is she ? ». TY Bello la fait retrouver, et se débrouille pour qu’elle fasse la couverture du magazine de mode This Day Style, qu’elle signe avec une agence et qu’elle devienne mannequin.
TY Bello organise chaque année une exposition de photographies afin de récolter des fonds pour les orphelins du Nigeria. Elle est également directrice de Link-a-child, une ONG qui se consacre à la diffusion d'informations sur les orphelinats au Nigeria et à la recherche d'adoptants dans le pays,.
En 2019, TY Bello s’exprime sur les médias sociaux pour  indiquer avoir été abusée sexuellement à l'âge de 7 ans et partager son expérience personnelle en tant que victime de viol : la honte longtemps ressentie et la difficulté à dépasser le conflit intérieur qui lui disait qu'il n'était pas nécessaire d'en parler.

## Discographie
- Greenland (2008)
- The Future (2011)
- The Morning Songbook (2014)
- Africa Awake (2021)
- We Are Fire (2022)
- Heaven Has Come (2023)
- The Spirit of Light (2024)